# Cieszanowice (województwo łódzkie)
Cieszanowice – wieś w Polsce położona w województwie łódzkim, w powiecie piotrkowskim, w gminie Gorzkowice.
W latach 1975–1998 miejscowość administracyjnie należała do województwa piotrkowskiego.
Na terenie Cieszanowic znajduje się zalew z plażą i kąpieliskiem.

## Zabytki
Według rejestru zabytków Narodowego Instytutu Dziedzictwa na listę zabytków wpisany jest obiekt:
- park dworski, pocz. XIX w., nr rej.: 295 z 31.08.1983